# Bullen- und Bärenmarkt

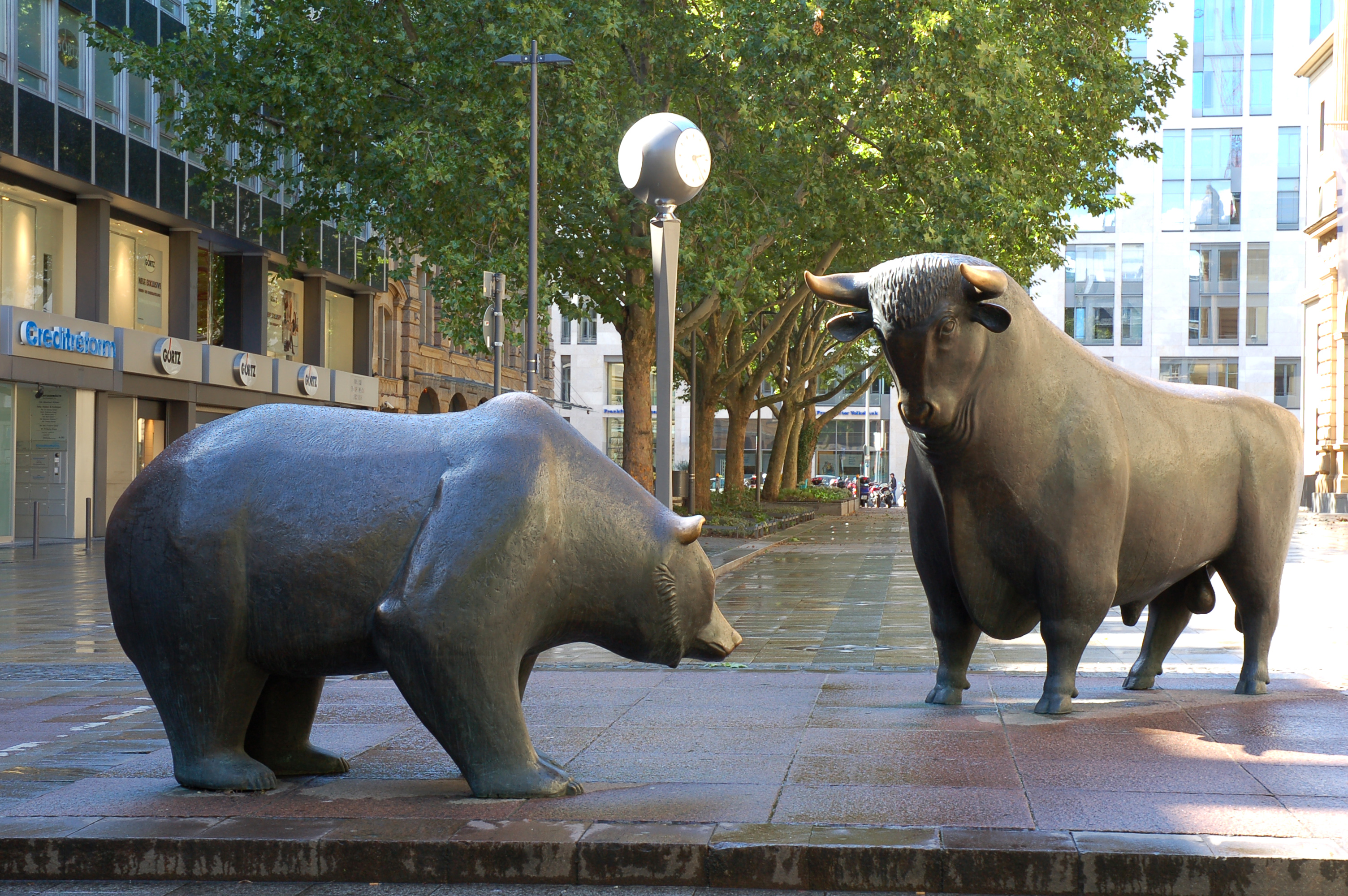
Bulle und Bär auf dem Börsenplatz in Frankfurt am Main, Skulpturen von Reinhard Dachlauer

Das Wort Bullenmarkt (oder Hausse [os]; französisch für Anstieg, Steigerung) steht an der Börse für anhaltend steigende Börsenkurse, Bärenmarkt (oder Baisse [bɛs]; französisch für Rückgang, Abnahme) hingegen für anhaltend sinkende Kurse. Ein „Börsenzyklus“ umfasst eine Hausse und eine Baisse.

## Allgemeines
Die deutsche Bezeichnung Bullen- und Bärenmarkt stammt aus der amerikanischen Börsensprache, in welcher der Aktienindex Dow Jones Industrial Average aus dem Börsentrend der vergangenen Kursentwicklung den „Bärenmarkt“ (englisch bear market) mit einem fallenden Trend und den Bullenmarkt (englisch bull market) mit einem steigenden Trend bezeichnete. Entsprechend wird auch die zukünftig zu erwartende Börsentendenz so genannt.

## Charakteristik

### Bullen und Bären
„Bullen“ und „Bären“ stehen symbolisch für Marktteilnehmer, die mit ihren unterschiedlichen Erwartungen den Markt prägen:
- Der Bulle ist optimistisch. Er kauft in der Hoffnung auf Aufschwung. Eine Dominanz der Bullen am Markt führt zu steigenden Kursen (Bullenmarkt). Ein langfristiger Bullenmarkt ist etwas, worauf die Investoren hoffen.
- Der Bär ist pessimistisch und setzt auf einen erwarteten Kursabfall. Er macht sein Geld durch Skepsis und Unglauben, spekuliert auf Baisse, kauft Verkaufsoptionen oder tätigt Leerverkäufe. Wenn sich die Erwartung der Bären durchsetzt, führt dies zu fallenden Kursen (Bärenmarkt).

Als Merkhilfe zur Unterscheidung von „Bullen“ und „Bären“ dient das Verhalten der Tiere: Während der Bulle mit den Hörnern nach oben stößt, schlägt der Bär mit seiner Pranke von oben nach unten. Eine andere Eselsbrücke ist der Satz „Der Bär baisst“.

### Einflüsse auf die Marktdynamik
Sowohl die Hausse als auch die Baisse können durch fundamentale ökonomische Umwälzungen, insbesondere die Konjunkturzyklen, aber auch durch Spekulation bedingt sein. Im Finanzmarkt spielen die Erwartungen der Anleger eine herausragende Rolle. Dies gilt auch für extreme Kursentwicklungen. Ein Bullenmarkt kann durch übertriebene Ertragserwartungen zu einer Spekulationsblase führen. Auf der anderen Seite kann eine Baisse bei übertrieben pessimistischen Erwartungen der Anleger in einen Börsenkrach ausarten.
Bullenmarkt und Bärenmarkt sind einander entgegengesetzt. Zusammen bewirken sie, dass die Kurse steigen und fallen. Besonders die Übergänge zwischen Hausse und Baisse sind schwer zu interpretieren. Besondere Aufmerksamkeit sollte auf positive oder negative Überraschungen gerichtet sein. Eine Abfolge von positiven Überraschungen charakterisiert oft eine Hausse, eine Abfolge von negativen Überraschungen eine Baisse. Mittels der Chartanalyse versuchen „technische Analysten“, die Tendenz des Marktes und insbesondere Wendepunkte zwischen Bullen- und Bärenmarkten vorherzusehen. Im Gegensatz hierzu steht die Markteffizienzhypothese, die die Unmöglichkeit dieses Unterfangens postuliert.

## Marktphasen
Sowohl Bullen- als auch Bärenmärkte werden auf verschiedene Zeiträume bezogen. Dauert ein solcher Markt viele Jahre an, so wird von einem „säkularen Markt“ gesprochen.

### Bullenmarkt
Ein Bullenmarkt (auch französisch Hausse) liegt vor, wenn die Kurse von Wertpapieren über einen längeren Zeitraum angestiegen sind. Dabei kann es sich um alle Wertpapiere eines Marktes (z. B. eines Landes oder einer Region) oder auch nur um die Werte einer bestimmten Branche handeln. Die Hausse geht mit einem steigenden Vertrauen der Kapitalanleger sowie mit der Erwartung zukünftiger Gewinne und Gewinnchancen einher. „Hausse“ wird an der Börse – von der korrekten französischen Aussprache abweichend – überwiegend „Hosse“ ausgesprochen.
Die Börsenkurse steigen vor allem in Phasen des gesamtwirtschaftlichen Aufschwungs, der zur Hochkonjunktur führt. Bei einem kräftigen Aufschwung der Wirtschaft oder einer Branche spricht man auch von einem „Boom“. Andererseits gibt es die Börsenweisheit „Die Hausse nährt die Hausse“. Damit ist gemeint: Steigende Notierungen entwickeln eine Eigendynamik. Anleger, die sich zunächst von Aktienkäufen fernhalten, weil sie dem Aufwärtstrend anfangs nicht trauen, entschließen sich nach einer gewissen Zeit doch zum Einstieg. Das kann die Hausse – unabhängig von sonstigen Einflüssen – über längere Zeit am Laufen halten.

### Bärenmarkt
Umgekehrt spricht man von einem Bärenmarkt (auch französisch Baisse), wenn die Kurse über einen längeren Zeitraum fallen. Die Baisse geht mit einem schwindenden Vertrauen der Kapitalanleger sowie mit Erwartungen zukünftiger Verluste einher. An der Börse ist der Bär das Symbol für eine fallende (negative) Kursentwicklung, die Börse ist dann „bearish“. Anleger, die auf eine negative zukünftige Kursentwicklung eingestellt sind und in dieser Erwartung handeln, werden dementsprechend als Bären bezeichnet.
Ein langsamer, aber langanhaltender Abschwung wird (in Anlehnung an die Salamitaktik) auch scherzhaft als „Salami-Crash“ oder als „Crash auf Raten“ bezeichnet.
Als Bärenmarkt-Rally wird von den Börsianern eine kräftige, schnelle Zwischenerholung im Rahmen einer übergeordneten Abwärtsbewegung (Bärenmarkt) bezeichnet. Ob die kräftige Kurserholung eine Bärenmarkt-Rally ist oder beispielsweise der Beginn einer längerfristigen Aufwärtsbewegung, kann erst im Nachhinein beurteilt werden.

### Seitwärtsmarkt
Im Gegensatz zu den oben genannten Märkten bewegen sich in einem Seitwärtsmarkt die Preise nicht deutlich in eine Richtung. Er ist geprägt durch Preisschwankungen, die einen gewissen Bereich nicht verlassen. Die Investoren haben hier eine neutrale Haltung der Marktentwicklung gegenüber, sie erwarten weder große zukünftige Gewinne noch Verluste.

### Kurzfristige Marktbewegungen
- Eine Rally (Schreibweise auch Rallye[6]), auch Runup genannt, ist ein kurzer, starker Anstieg der Börsenkurse. Eine Rally kann auch innerhalb eines Bärenmarktes stattfinden (Bärenmarktrally, siehe oben).
- Ein Börsenkrach oder „Crash“ ist eine Phase, in der die Kurse plötzlich, schnell und stark fallen.
- Eine „Korrektur“ ist eine zeitlich eng begrenzte Gegenbewegung der Kurse, beispielsweise kurzfristig fallende Kurse innerhalb einer übergeordneten Hausse oder durch Gewinnmitnahmen ausgelöste fallende Kurse.

## Bullenfalle und Bärenfalle
Der Begriff Bullenfalle beschreibt eine Kursentwicklung, die Investoren zu der Annahme verleitet, dass die Kurse nun weiter steigen. Sie kaufen Wertpapiere und nach einem kurzen Anstieg fallen die Preise jedoch wieder.
Die umgekehrte Bedeutung hat der Begriff Bärenfalle für kurz fallende und anschließend steigende Kurse.
Erkennen die Investoren, dass sie in diese „Falle“ geraten sind, verstärkt sich die Bewegung u. U. noch, wenn diese nun ebenfalls ihre Meinung ändern und ihre Papiere verkaufen bzw. kaufen (Positive Rückkopplung).